# Nikolái Musiyenko
Nikolái Musiyenko (Unión Soviética, 16 de diciembre de 1959) es un atleta soviético retirado especializado en la prueba de triple salto, en la que consiguió ser campeón europeo en pista cubierta en 1989.

## Carrera deportiva
En el Campeonato Europeo de Atletismo en Pista Cubierta de 1989 ganó la medalla de oro en el triple salto, con un salto de 17.29 metros, por delante del alemán Volker Mai y del checoslovaco Milan Mikuláš.